# Christine Cavanaugh
Christine Josephine Cavanaugh, född Sandberg den 16 augusti 1963 i Layton i Utah, död 22 december 2014 i Cedar City i Utah, var en amerikansk skådespelare, som främst var aktiv inom dubbning. Bland hennes mest kända insatser märks filmerna Babe (som rösten till Babe) och Jerry Maguire (i rollen som Mrs. Remo), samt TV-serierna Sonic the Hedgehog (som rösten till Bunnie Rabbot) och Dexters laboratorium (som rösten till Dexter). Hon avslutade sin skådespelarkarriär år 2001, med undantag för färdiginspelat material, som släpptes fram till år 2003.
Christine Cavanaugh avled av kronisk myeloisk leukemi några dagar före julafton år 2014. Hennes kropp kremerades och askan spreds över Stora Saltsjön.